# E2D3
E2D3は、オープンソースのデータ可視化アプリケーションである。アプリケーションそのもののみならず、ソースコードを一般に公開した状態でアプリケーションを永続的に作り上げていくオープンソースプロジェクトそのものを指す場合もある。E2D3は、Excel to D3.jsの略である。
JavaScriptとHTMLを用いて作られたグラフテンプレートを利用することで、Microsoft社が提供するMicrosoft Office Excelのスプレッドシート上のデータをD3.js等の形式で可視化することができる。コーディングをすることなくD3.js形式のグラフを利用できる点にアプリケーションの特徴がある。Microsoft社のExcel上で動作するアプリケーションであるため、Excelアドインとも呼ばれる。
Microsoft社のOfficeストアから、アドインであるE2D3をダウンロードすることで利用が可能となる。ExcelのバージョンはExcel2013以降である必要がある。Microsoft OneDriveでの利用も可能である。
2014年に日本で開発が始まったオープンソースソフトウェアで、GitHubを中心にグラフコミッター及びユーザーのコミュニティが存在する。コミュニティ内の言語は日本語が主である。

## 実績

### 団体表彰
- 2016年4月4日 - 総務省統計局・統計研修所、独立行政法人統計センターが主催するデータ利活用アプリケーション・アイデアコンテスト「STAT DASH グランプリ2016」のデータ利活用啓発部門において、総務大臣賞を受賞。[2] [3]
- 2016年3月19日 - 幅広い分野におけるオープンなデータづくりとデータを活用した取り組みを表彰するコンテストとして2011年に日本で初めて開催され、2015年度で５回目の開催となるLODチャレンジ2015において、日本マイクロソフト株式会社よりプラチナスポンサー賞を受賞。[4]
- 2016年3月5日 - 総務省統計局・統計研修所、独立行政法人統計センターが主催するデータ利活用アプリケーション・アイデアコンテスト「STAT DASH グランプリ2016」のデータ利活用啓発部門において、決勝進出。[5]
- 2015年11月6日 - マニフェスト大賞実行委員会主催の第１０回マニフェスト大賞にて、優秀マニフェスト賞（市民）及び審査委員会特別賞（箭内道彦選）を受賞。[6]　[7]
- 2015年10月9日 - EdTech JAPAN Global Pitch 2015にて、決勝進出。[8]
- 2015年6月25日 - マイクロソフトが主催するスタートアップ向けアワードプログラム「Microsoft Innovation Award 2015」にて、テクノロジーエッジ賞を受賞。[9]
- 2015年3月12日 - LODチャレンジJapan2014において、ビジュアライズ基盤賞を受賞。[10]
- 2014年11月19日 - Mashup Awards 10において、Top21/359作品。Microsoft賞を受賞。[11]
- 2014年9月24日 - エムエム総研主催、日本マイクロソフト協賛のOffice アプリ アイデアコンテストにてTOP3に選出。[12]
- 2014年6月24日 - 日経ソフトウエア主催のOffice用アプリ開発コンテストにて特別賞受賞。[13]
- 2018年9月11日 - 第14回日本統計学会 統計教育賞を受賞。[14]

## 沿革

### 発足
（2014年5月1日 - 2014年6月24日、スタートメンバ3人）

### Ver0.1
（2014年5月 - ）
- グラフ提供数1個（政府間資金援助の可視化グラフ）
- 機能数1個（データの時系列分析）
- 開発者数3人

### Ver0.2
（2014年9月19日 - 2014年11月19日、メンバー15人）
- グラフ提供数10個（Officeアプリ実装の基盤完成）

### Ver0.3
（2014年11月20日 - 2015年3月12日、メンバー27人）
- グラフ追加数8個（地図系グラフの追加、ハッカソンイベント開始）

### Ver0.4
（2015年3月13日 - 2015年6月30日、メンバー44人）
- グラフ追加数12個

### Ver0.5
（2015年7月1日 - 2015年9月24日、メンバー44人）
- グラフ数追加16個

### Ver0.6
（2015年9月25日 - 2015年12月31日、メンバー29人）
- グラフ数追加18個

### Ver0.7
（2016年1月1日 - 2016年4月4日、メンバー35人）
- グラフ数追加8個以上

### Ver0.8
（2016年4月5日 - 2016年7月2日、メンバー37人）
- グラフ数追加8個以上

（2016年4月5日 -現在、メンバー37人以上）